# كاسيدي كروغ
كاسيدي كروغ (بالإنجليزية: Cassidy Krug) هي غطاسة أمريكية، ولدت في 12 يوليو 1985 في بيتسبرغ في الولايات المتحدة.

## وصلات خارجية
- كاسيدي كروغ على موقع الاتحاد الدولي للسباحة (الإنجليزية)
- كاسيدي كروغ على موقع أوليمبيديا (الإنجليزية)